# Schismatoglottis trusmadiensis
Schismatoglottis trusmadiensis là một loài thực vật có hoa trong họ Ráy (Araceae). Loài này được A.Hay & J.Wood mô tả khoa học đầu tiên năm 2000.